# Neo Geo Pocket

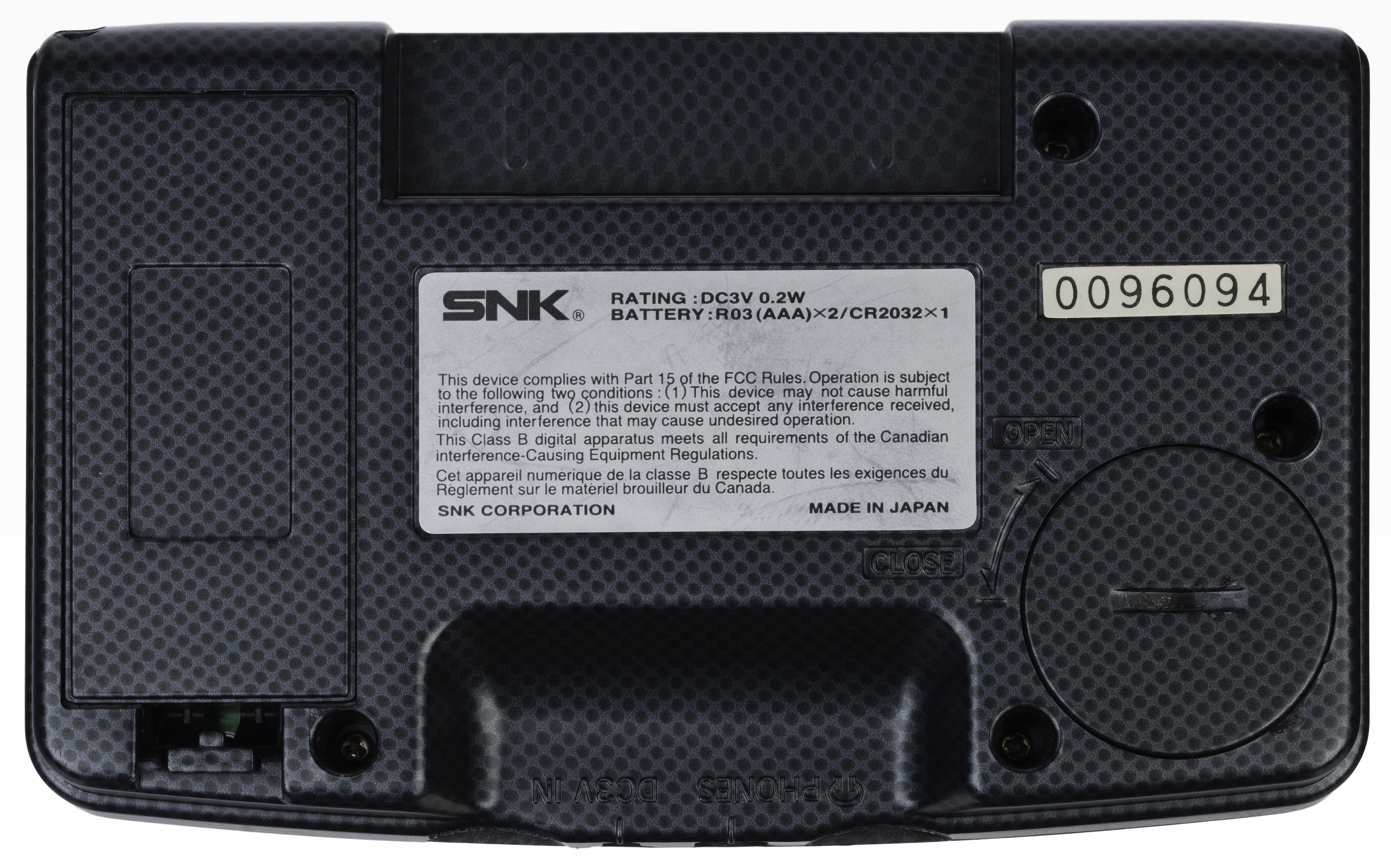
Retro del Neo Geo Pocket

Il Neo Geo Pocket è una console portatile monocromatica sviluppata dalla SNK. Venne presentato in Giappone alla fine del 1998 e venne dismesso nel 1999 in favore del Neo Geo Pocket Color.
Il sistema venne venduto solo in Giappone, Asia ed Europa. Nonostante la sua ridotta vita vennero sviluppati alcuni giochi notevoli come Samurai Shodown e King of Fighters R-1.
Era tecnicamente superiore al concorrente Game Boy e inizialmente ebbe un po' di successo, ma due mesi dopo del Neo Geo Pocket uscì l'acclamato Game Boy Color. Ci fu scarsità di nuovi giochi e il pubblico perse presto interesse nel Neo Geo Pocket, per cui anche la SNK puntò su un successore a colori.
Il Neo Geo Pocket può utilizzare molti giochi a colori sebbene esistano alcune notevoli eccezioni come SNK vs. Capcom: The Match of the Millennium. Il nuovo Neo Geo Pocket Color invece è totalmente retrocompatibile con le cartucce del Neo Geo Pocket.

## Specifiche
- CPU: Toshiba TLCS-900H 16 bit con clock a 6,144 MHz
- RAM: 16 kB, di cui 4 dedicati al sonoro
- Video: schermo Reflective TFT monocromatico a 8 livelli di grigi, risoluzione 160x152 pixel (schermo virtuale 256x256)
- Audio: coprocessore Zilog Z80 che controlla l’SN76489, 6 toni stereo PSG
- Supporto: cartuccia fino a 2 MB
- Autonomia: 20 ore dichiarate con 2 pile AAA
- Peso: 160 g[3]

## Videogiochi
Neo Geo Pocket è spesso compatibile con i giochi Neo Geo Pocket Color, senza ovviamente il colore, e Neo Geo Pocket Color è compatibile con i giochi Neo Geo Pocket. Comunque i titoli pubblicati nativamente per Neo Geo Pocket furono molto pochi, e in buona parte vennero poi aggiornati e ripubblicati a colori:
- Baseball Stars
- Dokodemo Mahjong
- The King of Fighters R-1
- Master of Syougi (Shogi no tatsujin)
- Melon-chan's Growth Diary
- Neo Cherry Master
- Neo Geo Cup 98
- Pocket Tennis
- Puzzle Link (Tsunagete Pon!)
- Samurai Shodown (Samurai Spirits)